# 少年法制 (アメリカ合衆国)

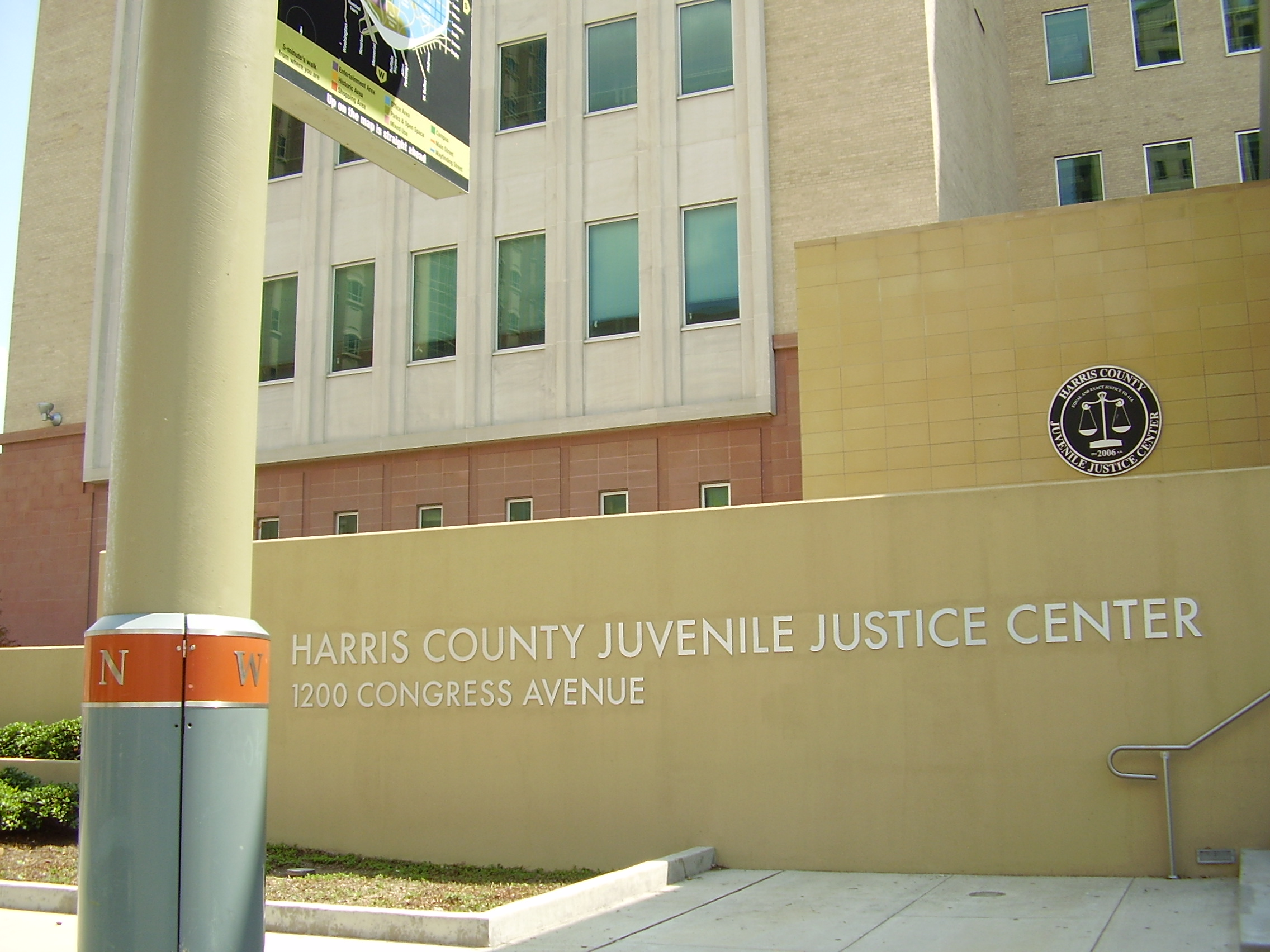
テキサス州にある非行少年の矯正施設

少年法制（しょうねんほうせい）とは、アメリカ合衆国において、少年とみなされる者について審理し、もしある犯罪について有罪であると判明した場合にはこれを収容するために設けられた裁判所や矯正施設の仕組み。どの州にも固有の法制度と裁判制度があるために、少年法制の運用は州ごとに大きく異なっている。

## 歴史
最初の少年裁判所は1899年に進歩主義時代の副産物としてシカゴに設けられた。これ以前には、17歳以上で犯罪を犯した者は誰でも、成人と同じ制度のもとで取り扱われた。しかし、このころまでに、社会の見方が変化していた。心理学の分野で新たな発見や研究が相次ぐとともに、多くの人が少年をがちがちの犯罪者ではなく、道に迷っただけの若者だと考え始めた。

## 力点と相違点
未成年者を法律上の「少年」として取り扱うための要件は、州ごとに異なる。ほとんどの州では、少年法制は7歳から17歳までの者に適用される。7歳未満の者は責任を問われない。これは刑事未成年と呼ばれる。
少年法制は、少年を矯正施設に収容したり処罰したりすることではなく、彼らを回復させることに力点を置いている。マサチューセッツ州をはじめとする多くの州では、少年を審理することだけを目的とする特別の裁判所が設けられている。コロラド州をはじめとするその他の州では、同じ裁判所で少年事件も通常事件も両方取り扱っている。
マサチューセッツ州をはじめとする多くの州では、アレインメント（罪状認否）において、「有罪」か「有罪ではない」かではなく、「非行がある」か「非行はない」かを答弁させる。それは、少年の非行行為が一般の犯罪とは異なっていることを明確にするためである。
通常の手続がほとんどすべて一般に公開されているのとは異なり、少年法廷は一般には公開されないのが通常である。少年記録は（見えないように）シールを貼ることが多いが、さらに、その少年がある年齢（18歳か21歳が通常である。）に達したときには廃棄する取扱いもある。マサチューセッツ州では、少年法廷記録を含むすべての訴訟記録が、永久に保管される。同州では、少年法廷記録にシールを貼ったり抹消したりはしない。記録は、法執行機関及び裁判所が利用することができる。報道機関は刑事手続に臨んだ未成年者の名前は一切報道しないというのが、通常の実務（法的義務としている所もある。）である。少年裁判所では、事件の判断は、陪審ではなく、裁判官がするのが通常である。
少年刑務所は、その他の行刑制度と同様に、悪行を懲らしめることよりも、善行に報いることにより力点を置くという哲学の下で運用されている。これらの施設に収容された非行少年は、授業に出席し、卒業証書、総合教育到達認定 (General Educational Development) 、場合によっては大学の履修単位を得る機会を（通常は裁判所の命令の下に）与えられる。青少年短期収容所 (youth detention center) の多くは、収容者に対して、教員補助や、庭木職人、調理といった、施設周辺での就職先を提供している。
ネブラスカ州青少年矯正施設 (Nebraska Correctional Youth Facility) では、「HEART計画」に取り組んでいる。これは、収容者に捨てられた犬の世話と訓練をする機会を与えるものである。少年が上手に犬の世話をしたときは、その犬は地元の人々にペットとして引き取られてゆくこともある。

## 欠点
しかしながら、この制度には欠点もある。1980年代から1990年代にかけて、青少年による暴力によって多くの人が亡くなる事態が増加したことを受けて、多くの州では少年法制の下で審理を受ける権利を消滅させる方向での、より厳格な法律が成立した。いくつかの州では、一定の犯罪を犯した者は、かつては裁判官に判断権が与えられていたのを改めて、未成年者であっても自動的に上位裁判所（日本の地方裁判所に相当する。）で審理が行われることになっている。
例えば、マサチューセッツ州では、第1級又は第2級殺人、あらゆる類型の銃撃事件又はギャングによる暴力事件に関連するあらゆる犯罪を犯した14歳から17歳までの少年は、自動的に「青年被犯罪者」 (youthful offender) として審理される。これは、少年が現実に成人と同様に取り扱われることを意味している。有罪と判断されれば、少年は成人刑務所に送られ、刑に服することになる。
いずれにせよ、青少年短期収容所も、想定されているような方法での運営ができない事態も生じている。成人刑務所と同様に、収容者同士で、あるいは職員が収容者に対して、暴力をふるう事態が生じ得る。ギャングの抗争事件や騒乱罪は珍しい事態ではない。所によっては、暴力が悪化して、授業を受けさせないで何か月も収容者を閉じこめておく事態にまで発展していることもある。職員の職権濫用や虐待があったいう主張も、よくあることである。

## 参照
- アメリカ法
- 英語版には、参照すべき記事及び外部リンクが掲載されている。